# Bolivias ambassad i Stockholm
Bolivias ambassad i Stockholm är Bolivias diplomatiska representation i Sverige. Ambassaden är belägen på Lidingö, i en fastighet på Stjärnvägen 2.

## Beskickningschefer
| Namn                          | Period    | Funktion   |
| ----------------------------- | --------- | ---------- |
| Milton René Soto Santiesteban | 2009–2018 | Ambassadör |